# Smålandsstenar
Smålandsstenar è un'area urbana della Svezia situata nel comune di Gislaved, contea di Jönköping.
La popolazione risultante dal censimento 2010 era di 4 530 abitanti.